# Björn Andersson (piłkarz)
Björn Andersson (ur. 20 lipca 1951 w Perstorp) – szwedzki piłkarz występujący na pozycji obrońcy.

## Kariera klubowa
Andersson zawodową karierę rozpoczynał w 1971 roku w klubie Östers IF. W 1973 roku wywalczył z nim wicemistrzostwo Szwecji. W 1974 roku dotarł z klubem do finału Pucharu Szwecji, jednak Östers przegrało tam 0:2 z Malmö FF. W tym samym roku Andersson przeszedł do Bayernu Monachium. W Bundeslidze zadebiutował 23 listopada 1974 w zremisowanym 2:2 meczu z Rot-Weiss Essen. 19 kwietnia 1975 w wygranym 3:1 spotkaniu z Tennis Borussią Berlin strzelił pierwszego gola w trakcie gry w Bundeslidze. W Bayernie Andersson spędził trzy sezony. W tym czasie zdobył z klubem dwa Puchary Mistrzów (1975, 1976) oraz Puchar Interkontynentalny (1976). W 1977 roku powrócił do Östers IF. W sezonie 1977 zdobył z nim Puchar Szwecji, a w następnym mistrzostwo Szwecji.

## Kariera reprezentacyjna
W reprezentacji Szwecji Andersson zadebiutował 29 czerwca 1972 w wygranym 2:0 towarzyskim meczu z Danią. W 1974 roku został powołany do kadry na Mistrzostwa Świata. Zagrał na nich w czterech spotkaniach swojej drużyny – z Bułgarią (0:0), Holandią (0:0), Urugwajem (3:0) oraz Polską (0:1). Ostatecznie tamten mundial Szwedzi zakończyli na drugiej rundzie. W latach 1972–1977 w drużynie narodowej Andersson rozegrał w sumie 28 spotkań i zdobył jedną bramkę.